# 6418 Hanamigahara
6418 Hanamigahara eller 1993 XJ är en asteroid i huvudbältet som upptäcktes den 8 december 1993 av den japanska astronomen Takao Kobayashi vid Ōizumi-observatoriet. Den är uppkallad efter parken Hanamigahara i Kurohone.
Asteroiden har en diameter på ungefär 6 kilometer.